# Flugsicherheitsbegleiter

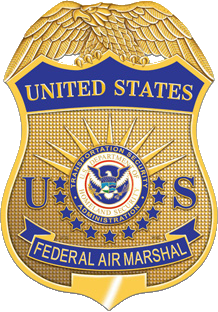
Gezeichnete Darstellung eines Federal-Air-Marshal-Abzeichens

Ein Flugsicherheitsbegleiter (englisch In-Flight Security Officer, kurz IFSO oder auch air marshal oder sky marshal), im deutschen auch Luftsicherheitsbegleiter, ist ein nicht uniformierter, speziell geschulter Beamter meist polizeilicher, in manchen Ländern aber auch nachrichtendienstlicher Behörden, der Passagierflüge begleitet und die Sicherheit der Passagiere, der Besatzung und des Flugzeuges gewährleisten soll. Hauptauftrag ist die Verhinderung von Flugzeugentführungen und die Bekämpfung von Terrorismus im Flugzeug.
Für Waffenträger an Bord von Luftfahrzeugen gelten besondere Anforderungen an die charakterliche Eignung. Die US-amerikanische Transportsicherheitsbehörde (TSA) berichtete auf Nachfrage, dass im Zeitraum von November 2002 bis Februar 2012 mehr als 5000 Fälle von Fehlverhalten registriert wurden (verlorene Ausstattung, verpasste Flüge) und es 148 Verhaftungen von US-Flugsicherheitsbegleitern gab. 250 Begleitern wurde gekündigt, 400 haben angesichts von Ermittlungen den Dienst quittiert.
Auch wenn Flugsicherheitsbegleiter an Bord sind, bleibt der verantwortliche Pilot weiterhin für die Sicherheit verantwortlich. Als Inhaber der sogenannten Bordgewalt, international geregelt im Tokioter Abkommen, ist er gegenüber jedem an Bord weisungsbefugt, einschließlich den anwesenden Flugsicherheitsbegleitern.

## Deutschland
In Deutschland kann seit 2002 die Bundespolizei zur Aufrechterhaltung oder Wiederherstellung der Sicherheit oder Ordnung an Bord deutscher Luftfahrzeuge eingesetzt werden (§ 4a BPolG). Die deutschen Flugsicherheitsbegleiter befinden sich aufbauorganisatorisch im Bereich Besondere Schutzaufgaben Luftverkehr der Bundespolizei der Bundespolizeidirektion 11.

## Geschichte

### Israel, Schweiz, DDR, Irak und Sri Lanka
Bewaffnete Flugbegleiter wurden bereits seit den 1970er Jahren auf bestimmten Routen der Fluggesellschaften Swissair, der Israelischen El Al (Angehörige der Spezialeinheit Sajeret Matkal), der Interflug (Mitarbeiter der Abteilung AGMS des Ministeriums für Staatssicherheit), der irakischen Iraqi Airways (Mitarbeiter der Abteilung M22 („Protective Services“) des Iraqi Intelligence Service) und der Air Lanka eingesetzt.

### Vereinigte Staaten
Den Federal Air Marshal Service gibt es seit 1962.

### Europäische Union
In Österreich werden Flugsicherheitsbegleiter bereits seit 1981 durch das Einsatzkommando Cobra gestellt. In Deutschland setzt die Bundespolizei nach dem Vorbild der Vereinigten Staaten seit dem 24. November 2001 Beamte als Flugsicherheitsbegleiter ein. Im Vereinigten Königreich stellt der Metropolitan Police Service Flugsicherheitsbegleiter.
Weitere EU-Staaten wie Frankreich, Italien und Spanien hatten im Jahr 2004 ebenfalls die Absicht erklärt, Flugsicherheitsbegleiter einzusetzen.

### Türkei
Im Amtsblatt der türkischen Regierungen vom 1. Oktober 2019 wurde bekannt gegeben, dass eine neue Regelung sogenannte Flugpolizisten auf allen internationalen Flügen vorschreibt. Das beinhaltet alle internationalen Flüge mit Start oder Ziel in der Türkei, welche mit einem in der Türkei registrierten Luftfahrzeug durchgeführt werden. Davon ausgenommen sind inländische Flüge innerhalb der Türkei. Die Polizisten sind dem Innenministerium unterstellt.